# Americana (오프스프링의 음반)
| 전문가 평가                   | 전문가 평가 |
| 평가 점수                     | 평가 점수   |
| 출처                          | 점수        |
| ----------------------------- | ----------- |
| AllMusic                      | [ 1 ]       |
| The Baltimore Sun             | [ 8 ]       |
| Entertainment Weekly          | B+          |
| Los Angeles Times             | [ 10 ]      |
| NME                           | 3/10        |
| Rolling Stone                 | [ 12 ]      |
| The Rolling Stone Album Guide | [ 13 ]      |
| Select                        | 4/5         |
| Spin                          | 5/10        |
| The Village Voice             | A−          |

《Americana》는 1998년 11월 17일, 컬럼비아 레코드에서 발매된 미국의 록 밴드 오프스프링의 다섯 번째 스튜디오 음반이다. 1997년에 《Ixnay on the Hombre》를 지원하기 위해 전 세계 투어를 한 후, 밴드는 1998년 7월에 새로운 음반 작업을 시작했다.
《Americana》는 미국 빌보드 200에서 6위로 데뷔했고, 첫 주에 175,000장 이상이 팔렸다. 이 음반은 1994년 발매된 《Smash》에 이어 두 번째로 많이 팔린 음반이며, 전 세계적으로 천만 장 이상이 팔렸다. 《Americana》는 히트 싱글 〈Pretty Fly (for a White Guy)〉, 〈Why Don't Get a Job?〉, 〈The Kids Are't Alright〉을 발매했고, 전 세계 투어와 우드스톡 1999 페스티벌에 출연하며 홍보되었다.

## 배경 및 녹음
《Smash》 (1994년)의 예상치 못한 성공 이후, 오프스프링은 1996년 컬럼비아 레코드와 계약을 맺고 네 번째 스튜디오 음반인 《Ixnay on the Hombre》 (1997년)를 발매했다. 《Ixnay on the Hombre》는 《Smash》만큼 좋은 평가를 받지는 못했지만, 1997년 4월, 미국에서 골드와 플래티넘 인증을 동시에 받았다. 《Ixnay on the Hombre》를 지원하기 위해 투어를 한 후, 오프스프링은 그들의 다음 음반을 위한 새로운 자료를 쓰기 시작했다. 프런트맨 덱스터 홀랜드는 1998년 8월 롤링 스톤과의 인터뷰에서 "저는 우리가 이전에 했던 것에서 급진적인 이탈이 아닌 음반을 쓰고 싶었습니다. 우리가 《Ignition》에서 《Smash》로 물건을 《Ixnay on the Hombre》로 바꾸는 데 성공한 것 같아요. 우리는 더 멀리 뻗어나가거나 스윙 노래 같은 것을 할 필요 없이 많은 것을 할 수 있는 경계를 다소 설정하는 곳에 있습니다."
녹음은 1998년 7월부터 9월까지 엘도라도 레코딩 스튜디오에서 프로듀서 데이브 저든과 함께 진행되었으며, 그는 또한 《Ixnay on the Hombre》를 프로듀싱했다. 홀랜드는 《기타 월드》와의 인터뷰에서 "그 아이디어는 바퀴를 재창조하는 것이 아니었습니다. 우리는 우리의 마지막 음반에 대한 시야를 넓혔고 그것은 괜찮습니다, 하지만 저는 당신이 모든 음반에서 완전히 다른 밴드일 필요가 있다고 생각하지 않습니다." 대부분의 곡들이 이 밴드가 대중화한 정규 펑크 록이지만, 라틴계의 영향을 받은 〈Pretty Fly (for a White Guy)〉와 사이키델릭 〈Pay the Man〉과 같은 다른 곡들은 다양성을 더하며, "사람들이 지루해하지 않게 그 안에 충분하다"고 한다. 〈Pay the Man〉은 당시 밴드가 만들었던 다른 곡들과 너무 다르게 들린다는 이유로 《Ixnay on the Hombre》에서 제외되기도 했다. 이 곡의 구조는 프로그레시브 록(반복 섹션이 없고 연속적인 음악 주제가 없음)과 더 유사하다. 홀랜드는 또한 〈Too Much Drama〉라는 곡을 반달스의 음반 《Hitler Bad, Vandals Good》에 기여했는데, 이 곡은 《Americana》보다 5개월 전에 발매되었다. 코러스 멜로디는 〈Walla Walla〉라는 곡에서 이 음반에 재사용된다.

## 곡 목록
모든 곡들은 특별한 언급이 없는 한 덱스터 홀랜드에 의해 작사/작곡하였다.
| #   | 제목                         | 작사·작곡                    | 재생 시간 |
| --- | ---------------------------- | ---------------------------- | --------- |
| 1.  | Welcome                      |                              | 0:09      |
| 2.  | Have You Ever                |                              | 3:56      |
| 3.  | Staring at the Sun           |                              | 2:13      |
| 4.  | Pretty Fly (For a White Guy) |                              | 3:08      |
| 5.  | The Kids Aren't Alright      |                              | 3:00      |
| 6.  | Feelings                     | 모히스 알베르트, 룰루 가스테 | 2:52      |
| 7.  | She's Got Issues             |                              | 3:48      |
| 8.  | Walla Walla                  |                              | 2:57      |
| 9.  | The End of the Line          |                              | 3:02      |
| 10. | No Brakes                    |                              | 2:04      |
| 11. | Why Don't You Get a Job?     |                              | 2:52      |
| 12. | Americana                    |                              | 3:15      |
| 13. | Pay the Man                  |                              | 10:21     |

## 인증
| 국가                                                                                         | 인증        | 판매량/출하량 |
| -------------------------------------------------------------------------------------------- | ----------- | ------------- |
| 아르헨티나 (CAPIF)                                                                           | 골드        | 30,000^       |
| 오스트레일리아 (ARIA)                                                                        | 5× 플래티넘 | 350,000^      |
| 오스트리아 (IFPI 오스트리아)                                                                 | 플래티넘    | 50,000*       |
| 벨기에 (BEA)                                                                                 | 골드        | 25,000*       |
| 브라질 (Pro-Música Brasil)                                                                   | 플래티넘    | 250,000*      |
| 캐나다 (뮤직 캐나다)                                                                         | 8× 플래티넘 | 800,000^      |
| 핀란드 (Musiikkituottajat)                                                                   | 플래티넘    | 52,798        |
| 프랑스 (SNEP)                                                                                | 2× 플래티넘 | 600,000*      |
| 독일 (BVMI)                                                                                  | 골드        | 250,000^      |
| 이탈리아 (FIMI) sales since 2009                                                             | 골드        | 25,000        |
| 일본 (RIAJ)                                                                                  | 플래티넘    | 200,000^      |
| 멕시코 (AMPROFON)                                                                            | 골드        | 100,000^      |
| 네덜란드 (NVPI)                                                                              | 골드        | 50,000^       |
| 뉴질랜드 (RMNZ)                                                                              | 4× 플래티넘 | 60,000^       |
| 노르웨이 (IFPI 노르웨이)                                                                     | 플래티넘    | 50,000*       |
| 폴란드 (ZPAV)                                                                                | 플래티넘    | 100,000*      |
| 스페인 (PROMUSICAE)                                                                          | 플래티넘    | 100,000^      |
| 스웨덴 (GLF)                                                                                 | 2× 플래티넘 | 160,000^      |
| 스위스 (IFPI 스위스)                                                                         | 플래티넘    | 50,000^       |
| 영국 (BPI)                                                                                   | 플래티넘    | 300,000^      |
| 미국 (RIAA)                                                                                  | 5× 플래티넘 | 5,000,000^    |
| 요약                                                                                         |             |               |
| 유럽 (IFPI)                                                                                  | 3× 플래티넘 | 3,000,000*    |
| 전 세계                                                                                      | —           | 10,000,000+   |
| *판매량을 기반으로 한 인증 · ^출하량을 기반으로 한 인증 · 판매량+스트리밍을 기반으로 한 인증 |             |               |